# AP4B1
AP4B1‏ (Adaptor related protein complex 4 subunit beta 1) هوَ بروتين يُشَفر بواسطة جين AP4B1 في الإنسان.